# Pathomtat Sudprasert
Pathomtat Sudprasert (thailändisch ปฐมทัตน์ สุดประเสริฐ, * 8. August 1993 in Bangkok), auch als Junior (thailändisch จูเนียร์) bekannt, ist ein thailändischer Fußballspieler.

## Karriere
Pathomtat Sudprasert erlernte das Fußballspielen in der Jugendmannschaft von Bangkok Glass. Seinen ersten Vertrag unterschrieb er 2012 beim Osotspa FC. Der Verein spielte in der höchsten Liga des Landes, der Thai Premier League. Die Saison 2013 wurde er an den Zweitligisten Rayong United nach Rayong ausgeliehen. Am Ende der Saison musste er mit Rayong in die dritte Liga absteigen. Nach Vertragsende bei Osotspa unterschrieb er für die Saison 2014 einen Vertrag beim Zweitligisten Roi Et United. Mit dem Verein aus Roi Et stieg er am Ende der Saison in die dritte Liga ab. 2015 ging er zu seinem ehemaligen Verein Osotspa der sich mittlerweile in Super Power Samut Prakan FC umbenannt hatte. Für Super Power stand er bis Ende 2016 fünfmal im Tor. 2017 verpflichtete ihn Ligakonkurrent Suphanburi FC. Bei dem Verein aus Suphanburi unterschrieb er einen Zweijahresvertrag. Die Hinrunde der Saison 2019 spielte er beim Drittligaaufsteiger North Bangkok University FC in Bangkok, die Rückrunde stand er beim Erstligisten Chiangmai FC aus Chiangmai unter Vertrag. Nachdem er mit Chiangmai Ende 2019 in die zweite Liga abgestiegen war, wechselte er Anfang 2020 zum Zweitligaaufsteiger Phrae United FC nach Phrae. Hier stand er bis Saisonende 2021/22 unter Vertrag. Für Phrae stand er 44-mal in der Liga zwischen den Pfosten. Im Juli 2022 wechselte er zum Ligakonkurrenten Raj-Pracha FC. Für den Hauptstadtvereins stand er achtmal zwischen den Pfosten. Nach der Hinserie 2022/23 wechselte er im Dezember 2022 zum ebenfalls in der zweiten Liga spielenden Chainat Hornbill FC. Für den Verein aus Chainat bestritt er 15 Ligaspiele. Nach der Saison wurde sein Vertrag im Sommer 2023 nicht verlängert. Ende Juni 2023 verpflichtete ihn der Ligakonkurrent Chiangmai United FC. Nach drei Ligaspielen für Chiangmai wurde sein Vertrag im Sommer 2024 nicht verlängert. Im August 2024 verpflichtete ihn der Drittligist Maejo United FC. Mit dem Verein aus Chiangmai spielt er in der Northern Region der Liga. Am Ende der Saison 2024/25 feierte er mit dem Verein die Meisterschaft der Region.

## Erfolge
Maejo United FC
- Thai League 3 – North: 2024/25